# Groveland (Nowy Jork)
Groveland – miasto w Stanach Zjednoczonych, w stanie Nowy Jork, w hrabstwie Livingston.